# Prvenstvo Jugoslavije u košarci 1940.
Prvenstvo Jugoslavije u košarci 1940. je bilo prvo prvenstvo Jugoslavije u košarci.
Odigralo se 1940. u Borovu na Svesokolskom sletu. Sudjelovale su momčadi iz Hrvatske (Karlovac, Osijek, Sušak i Zagreb), iz BiH (Sarajevo) te iz Srbije (Beograd i Petrovgrad). 
To su bile gradske reprezentacije, odnosno sokolska društva tih gradova. U svim su kategorijama najbolje bile momčadi Sokolskog društva Zagreb II.

## Ljestvice i završnica

### Natjecanje po grupama
- plasirali se u završni susret
Grupa A
| mj | momčad     | ut | pob | por | koš+ | koš- |
| -- | ---------- | -- | --- | --- | ---- | ---- |
| 1. | Zagreb II  | 2  | 2   | 0   | 120  | 18   |
| 2. | Karlovac   | 2  | 1   | 1   | 22   | 67   |
| 3. | Petrovgrad | 2  | 0   | 2   | 14   | 71   |

Grupa B
| mj | momčad    | ut | pob | por | koš+ | koš- |
| -- | --------- | -- | --- | --- | ---- | ---- |
| 1. | Sušak     | 2  | 2   | 0   | 79   | 29   |
| 2. | Beograd X | 2  | 1   | 1   | 63   | 39   |
| 3. | Osijek    | 2  | 0   | 2   | 14   | 88   |

### Završnica
| Zagreb II |  | 45:12 |  | Sušak |